# Circumscripció electoral de les Illes Balears

Situació de la província de les Illes Balears

La circumscripció electoral de les illes Balears és una de les cinquanta-dues circumscripcions electorals espanyoles utilitzades per fer les divisions electorals per a les eleccions generals espanyoles per al Congrés dels Diputats. Pel que fa a les eleccions al Senat, la circumscripció electoral es fa per illes separades.
Correspon geogràficament a les Illes Balears.

## Història
Va ser instaurada l'any 1977 per la llei per a la reforma política a continuació confirmada amb la promulgació de la Constitució espanyola qui precisa a l'article 68 apartat 2 que cada província constitueix una circumscripció electoral.

## Àmbit de la circumscripció i sistema electoral
En virtut dels articles 68.2 de la Constitució espanyola de 1978 els límits de la circumscripció ha de ser els mateixos que la provincia de les Illes Balears. El vot és sobre la base de sufragi universal secret. En virtut de l'article 12 de la constitució, l'edat mínima per votar és de 18 anys.
En el cas del Congrés dels Diputats, el sistema electoral utilitzat és a través d'una llista tancada amb representació proporcional i amb escons assignats usant la regla D'Hondt. Només les llistes electorals amb el 3% o més de tots els vots vàlids emesos, inclosos els vots «en blanc», és a dir, per «cap de les anteriors», es poden considerar per a l'assignació d'escons.

## Elegibilitat
L'article 67.1 de la Constitució espanyola prohibeix ser simultàniament membre del Congrés dels Diputats i d'un Parlament autonòmic, el que significa que els candidats han de renunciar al càrrec si són triats per a un parlament autonòmic. L'article 70 s'aplica també la inelegibilitat als magistrats, jutges i fiscals en actiu, Defensor del Poble, militars en servei, els agents de policia en actiu i els membres del tribunal constitucional i juntes electorals.

## Nombre de diputats
En les eleccions generals de 1977 fins a les de 1989 es van triar a Balears 6 membres del Congrés. Aquesta xifra es va augmentar a 7 diputats per a les Eleccions generals espanyoles de 1993, mentre que des de les eleccions de 2004 van tornar pujar, passant a ser 8.
En virtut de la llei electoral espanyola, totes les províncies tenen dret a un mínim de 2 escons amb 248 escons restants prorratejada d'acord amb la població. Aquesta normativa s'explica detalladament en la llei electoral de 1985 (Llei Orgànica del Règim electoral General). L'efecte pràctic d'aquesta llei ha estat el de que les províncies més petites estiguin sobrerepresentades.
Balears és la novena amb més diputats, juntament amb Astúries, Biscaia, La Corunya i Las Palmas, que també disposen de 8 representants.

## Congrés dels diputats

### Síntesi
|            | 1977 | 1979 | 1982 | 1986 | 1989 | 1993 | 1996 | 2000 | 2004 | 2008 | 2011 | 2015 | 2016 | abril 2019 | novembre 2019 |
| ---------- | ---- | ---- | ---- | ---- | ---- | ---- | ---- | ---- | ---- | ---- | ---- | ---- | ---- | ---------- | ------------- |
| UCD        | 4    | 4    |      |      |      |      |      |      |      |      |      |      |      |            |               |
| PSOE       | 2    | 2    | 3    | 3    | 3    | 3    | 3    | 2    | 4    | 4    | 3    | 2    | 2    | 3          |               |
| PP         |      |      | 3    | 3    | 3    | 4    | 4    | 5    | 4    | 4    | 5    | 3    | 3    | 1          |               |
| Podemos    |      |      |      |      |      |      |      |      |      |      |      | 2    | 2    | 2          |               |
| Ciudadanos |      |      |      |      |      |      |      |      |      |      |      | 1    | 1    | 1          |               |
| Vox        |      |      |      |      |      |      |      |      |      |      |      |      |      | 1          |               |
| Total      | 6    | 6    | 6    | 6    | 6    | 7    | 7    | 7    | 8    | 8    | 8    | 8    | 8    | 8          | 8             |

### 1977

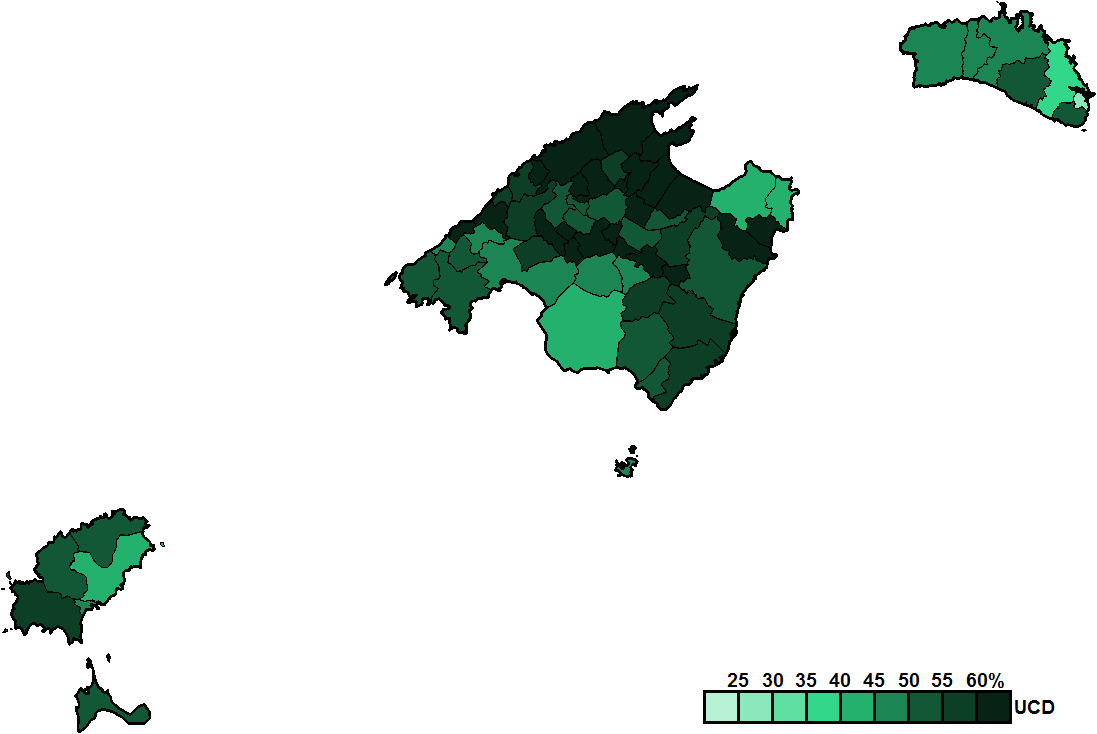
Districte del Congrés de les Illes Balears distribució municipal de 1977

El quadre d'aquí sota mostra la llista dels diputats que varen ser elegits en les eleccions generals de 1977 per a la legislatura constituent.
| Partit | Diputats                                                                                      |
| ------ | --------------------------------------------------------------------------------------------- |
| UCD    | Raimundo Clar Garau, Miquel Duran Pastor, Francesc Garí Mir, Santiago Rodríguez-Miranda Gómez |
| PSOE   | Emilio Alonso Sarmiento, Félix Pons                                                           |

### 1979

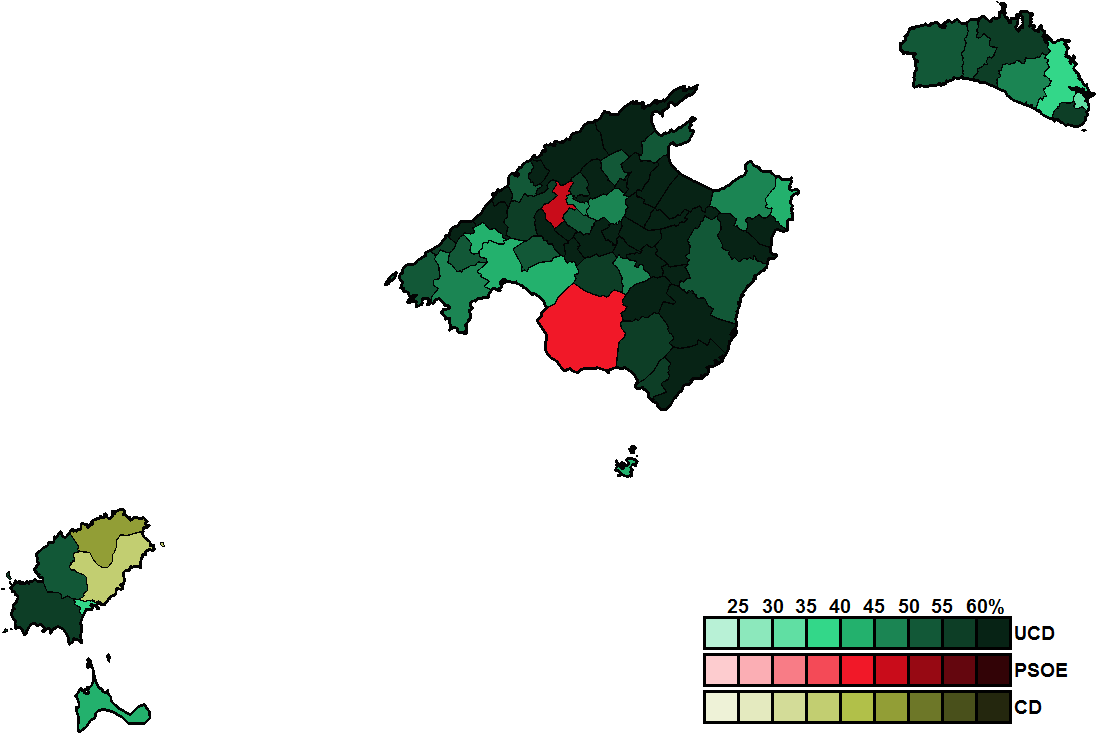
1979

El quadre d'aquí sota mostra la llista dels diputats que varen ser elegits les eleccions generals de 1979 per a la 1a legislatura.
| Partit | Diputats                                                                               |
| ------ | -------------------------------------------------------------------------------------- |
| UCD    | Íñigo Cavero, Miquel Duran Pastor, Francesc Garí Mir, Santiago Rodríguez-Miranda Gómez |
| PSOE   | Emilio Alonso Sarmiento, Félix Pons                                                    |

- Emilio Alonso Sarmiento va ser reemplaçat al novembre de 1980 per Joan Francesc Triay Llopis

### 1982

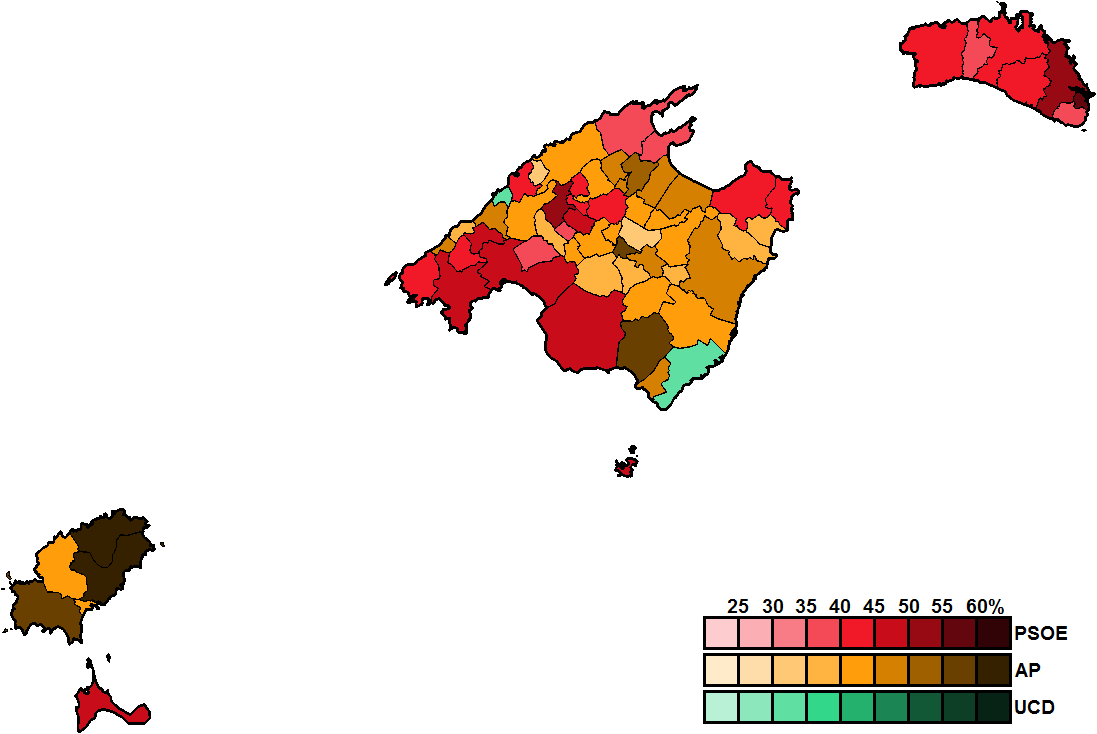
1982

El quadre d'aquí sota mostra la llista dels diputats que varen ser elegits en les eleccions generals de 1982 per a la 2a legislatura.
| Partit | Diputats                                                          |
| ------ | ----------------------------------------------------------------- |
| PSOE   | Joan Ramallo Massanet, Gregori Mir Mayol, Jaume Ribas Prats       |
| AP     | Abel Matutes Juan, Josep Cañellas Fons, Ricardo Squella Martorell |

- Abel Matutes va ser reemplaçat en març 1986 per María Valls Bertrand

### 1986

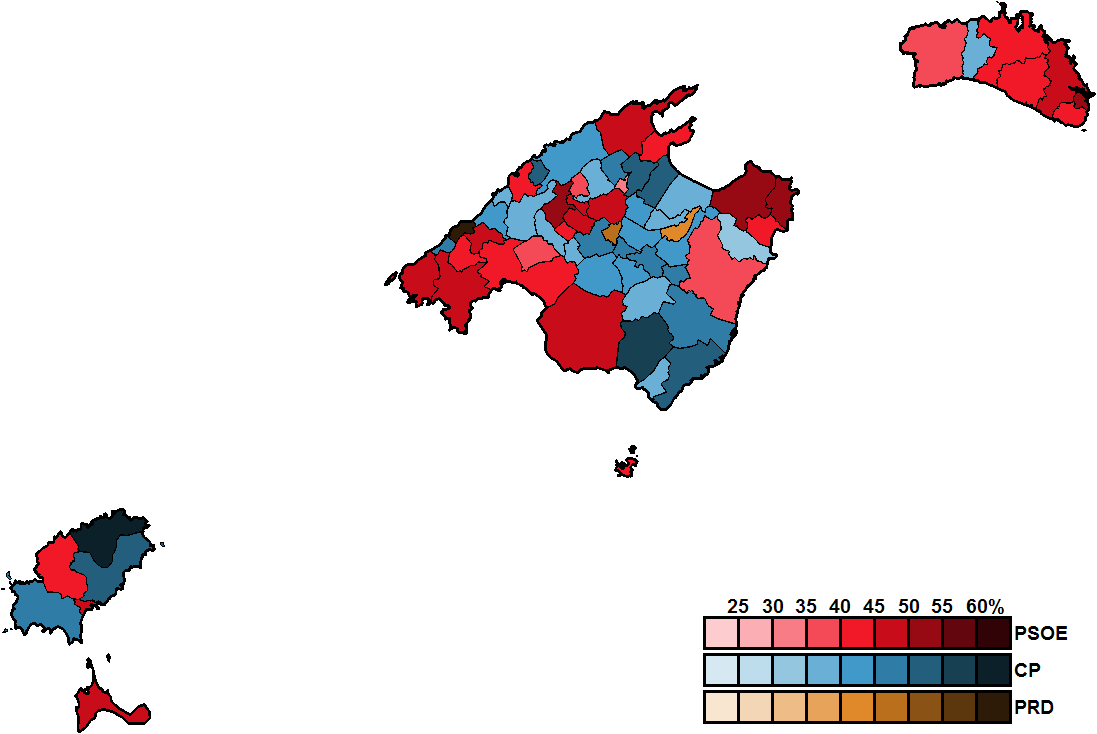
1986

El quadre d'aquí sota mostra la llista dels diputats que varen ser elegits en les eleccions generals de 1986 per a la 3a legislatura.
| Partit | Diputats                                                        |
| ------ | --------------------------------------------------------------- |
| PSOE   | Félix Pons Irazazábal, Joan Ramallo Massanet, Enric Ribas Marí  |
| AP     | Enrique Ramón Fajarnés, Josep Cañellas Fons, Joan Casals Thomas |

- Juan Casals Thomas va ser reemplaçat en febrer 1989 per Juan Antonio Noguera Torres

### 1989

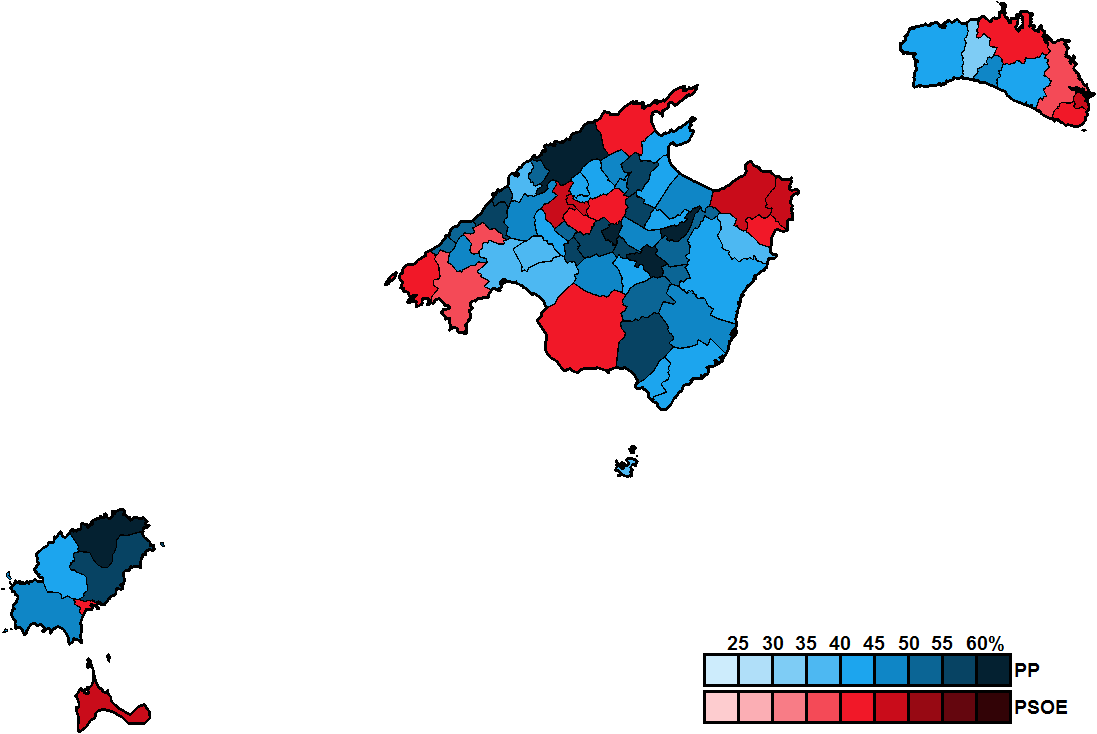
1989

El quadre d'aquí sota mostra la llista dels diputats que varen ser elegits en les eleccions generals de 1989 per a la IV legislatura.
| Partit | Diputats                                                             |
| ------ | -------------------------------------------------------------------- |
| PSOE   | Antoni Costa Costa, Félix Pons Irazazábal, Emilio Alonso Sarmiento   |
| PP     | Adolfo Vilafranca Bosch, Josep Cañellas Fons, Enrique Ramón Fajarnés |

### 1993

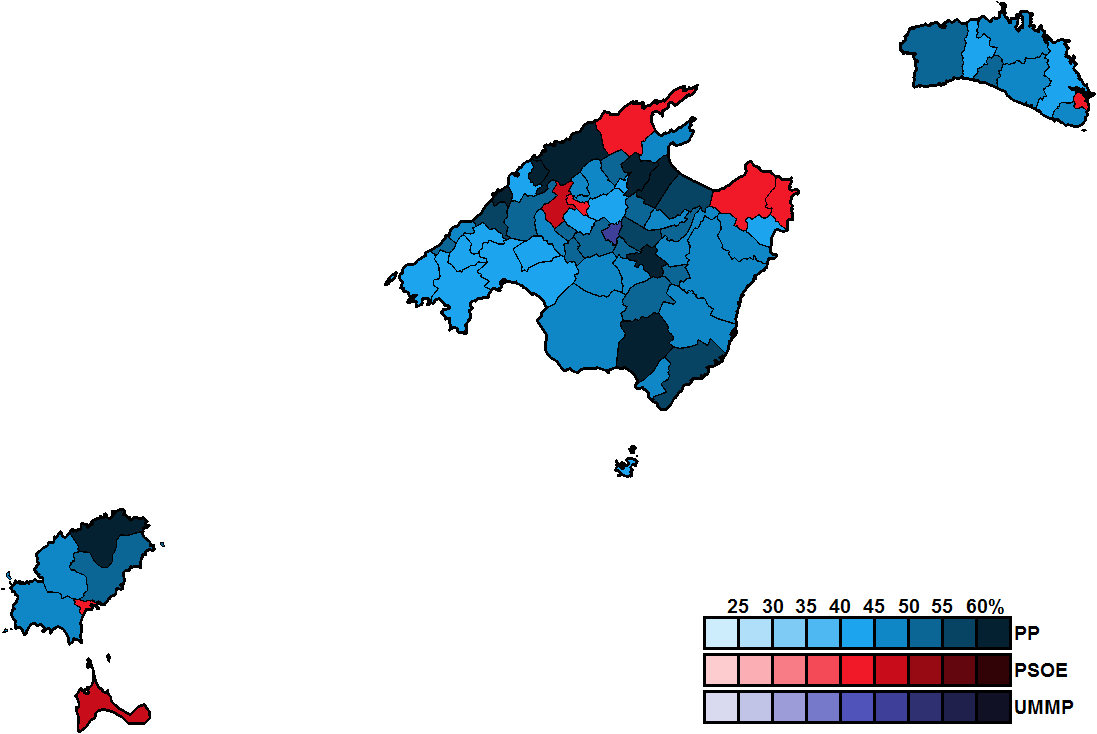
1993

El quadre d'aquí sota mostra la llista dels diputats que varen ser elegits en les eleccions generals de 1993 per a la V legislatura.
| Partit | Diputats |
| ------ | --- |
| PP     | María Luisa Cava de Llano y Carrió, Joaquín Cotoner Goyeneche, Francesc Gilet Girart, Adolfo Vilafranca Bosch |
| PSOE   | Albert Moragues Gomila, Félix Pons Irazazábal, Antoni Costa Costa                                             |

### 1996

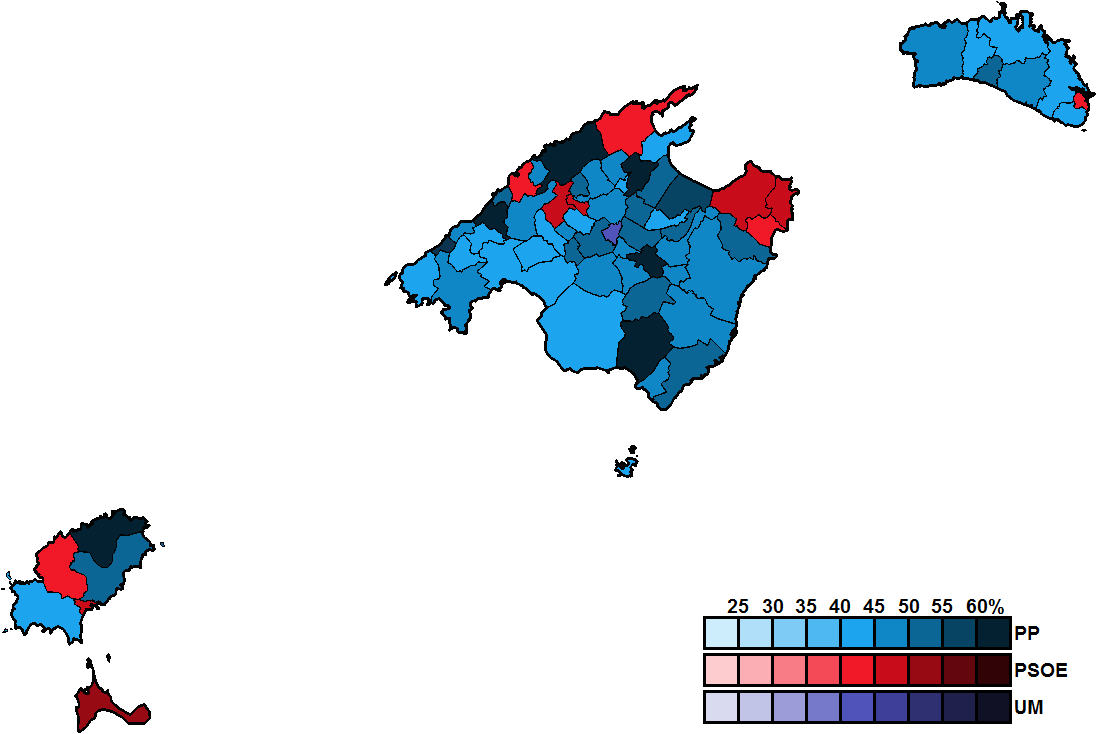
1996

El quadre d'aquí sota mostra la llista dels diputats que varen ser elegits en les eleccions generals de 1996 per a la VI legislatura.
| Partit | Diputats                                                                                                  |
| ------ | --- |
| PP     | María Luisa Cava de Llano y Carrió, Eduard Gamero Mir, Cristòfol Joan Pons Franco, Pedro Cantarero Verger |
| PSOE   | Albert Moragues Gomila, Teresa Riera Madurell, Antoni Costa Costa                                         |

### 2000

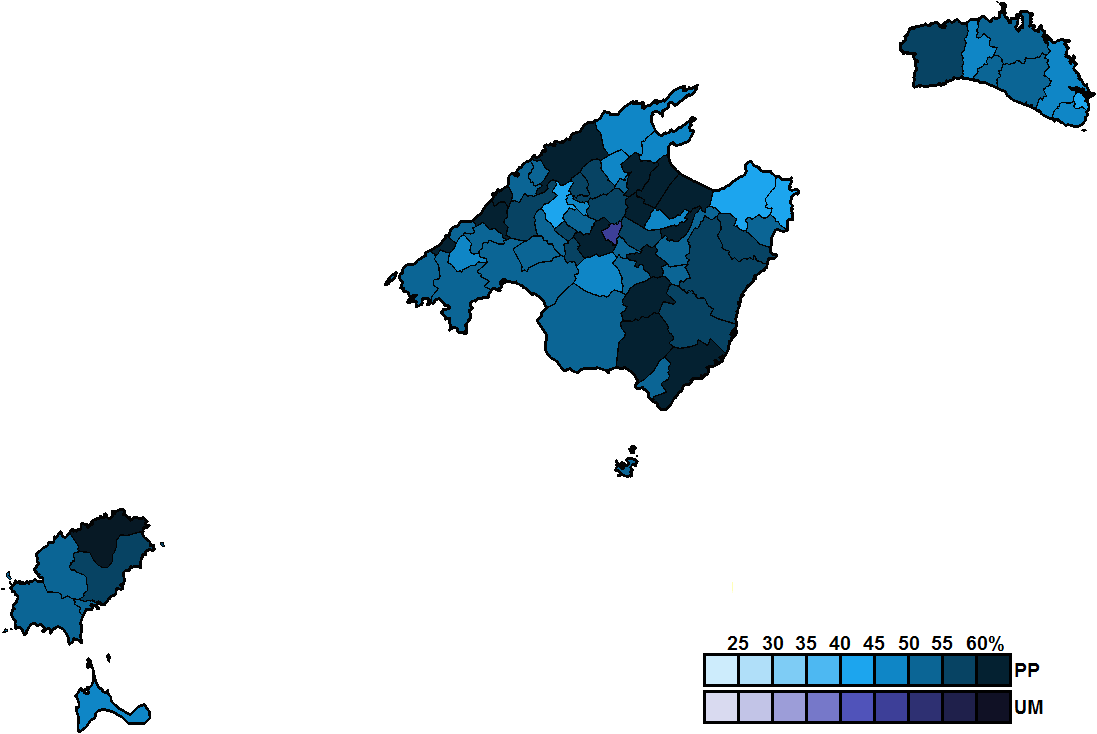
2000

El quadre d'aquí sota mostra la llista dels diputats que varen ser elegits en les eleccions generals de 2000 per a la VII legislatura.
| Partit | Diputats |
| ------ | --- |
| PP     | Miguel Ángel Martín Soledad, Rosa Estaràs Ferragut, Antonia Febrer Santandreu, María Luisa Cava de Llano y Carrió, Joan Salord Torrent |
| PSOE   | Albert Moragues Gomila, Teresa Riera Madurell                                                                                          |

- María Luisa Cava de Llano Carrió va ser reemplaçat en juny 2000 per Francisca Pol Cabrer
- Rosa Estaràs Ferragut va ser reemplaçat en juny 2003 per Damià Ripoll Gàlvez

### 2004

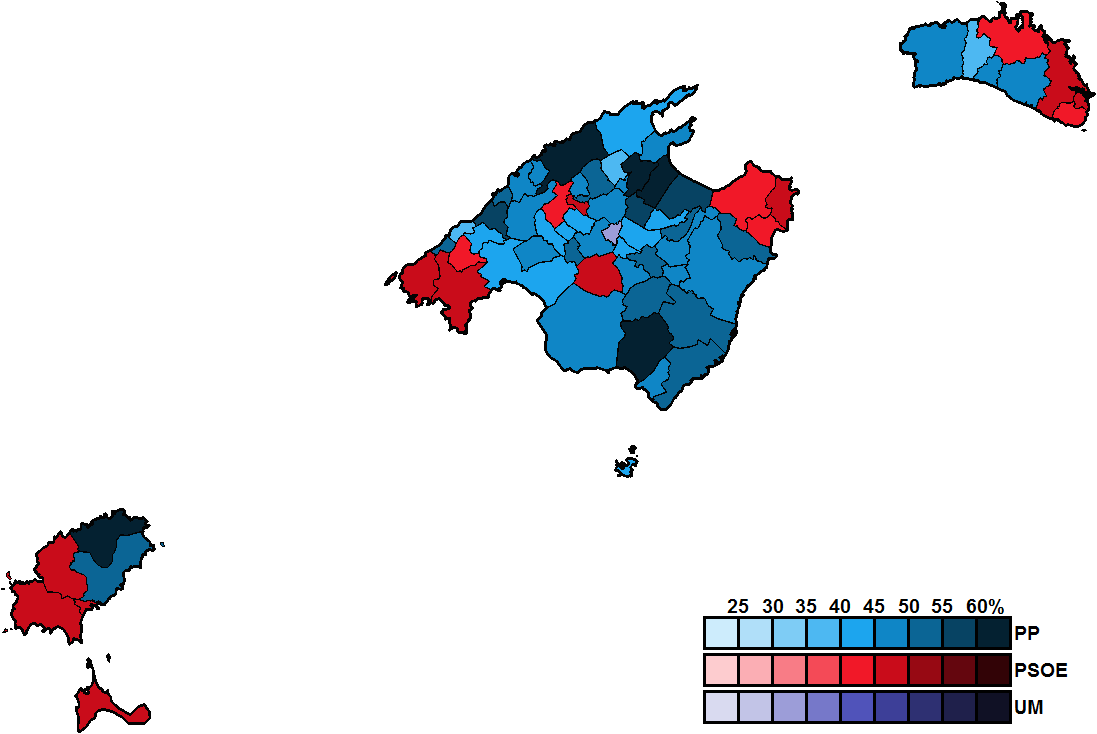
2004

El quadre d'aquí sota mostra la llista dels diputats que varen ser elegits en les eleccions generals de 2004 per a la VIII legislatura.
| Partit | Diputats                                                                                                 |
| ------ | --- |
| PSOE   | Francesc Antich Oliver, José Ramón Mateos Martín, Maria Gràcia Muñoz Salvà, Isabel Maria Oliver Sagreras |
| PP     | Enrique Fajarnés Ribas, Joan Salord Torrent, Maria Salom Coll, Miguel Ángel Martín Soledad               |

- Francesc Antich va ser reemplaçat en juny 2007 per Miriam Muñoz Resta

### 2008

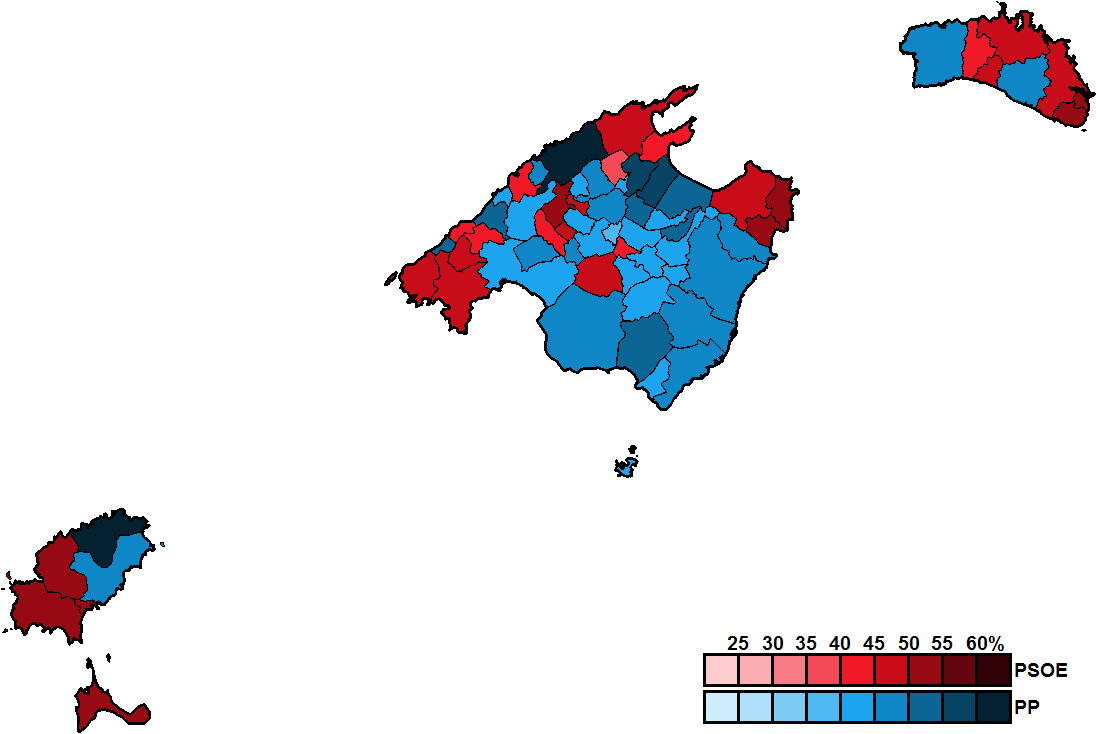
2008

El quadre d'aquí sota mostra la llista dels diputats que varen ser elegits en les eleccions generals de 2008 per a la IX legislatura.
| Partit | Diputats                                                                                  |
| ------ | ----------------------------------------------------------------------------------------- |
| PP     | Maria Salom, Enrique Fajarnés Ribas, Juan Carlos Grau Reinés, María Antonia Mercant Nadal |
| PSOE   | José Manuel Bar Cendón, Antoni Garcias Coll, Miriam Muñoz Resta, Maria Gràcia Muñoz Salvà |

- Antoni Garcias Coll va ser reemplaçat en febrer 2009 per Pablo Martín Peré
- Maria Salom va ser reemplaçat en juny 2011 per Carme Feliu Álvarez de Sotomayor

### 2011

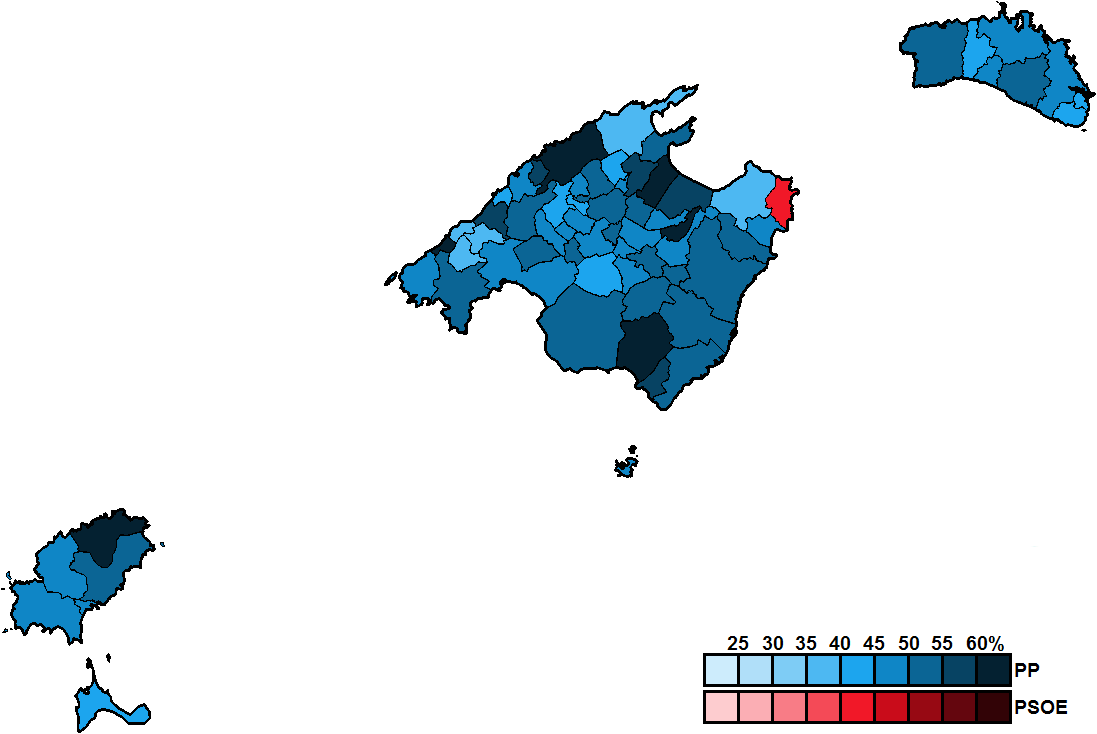
2011

El quadre d'aquí sota mostra la llista dels diputats que varen ser elegits en les eleccions generals de 2011 per a la X legislatura.
| Partit | Diputats |
| ------ | --- |
| PP     | Juan Carlos Grau Reinés, Isabel Borrego Cortés, Mariona Ares Martínez-Fortún, Enrique Fajarnés Ribas, Miquel Àngel Ramis Socias |
| PSOE   | Pablo Martín Peré, Sofia Hernanz Costa, Guillem Garcia Casulla                                                                  |

- Isabel María Borrego Cortés va ser reemplaçada el gener de 2012 per Rogelio Araújo Gil

### 2015

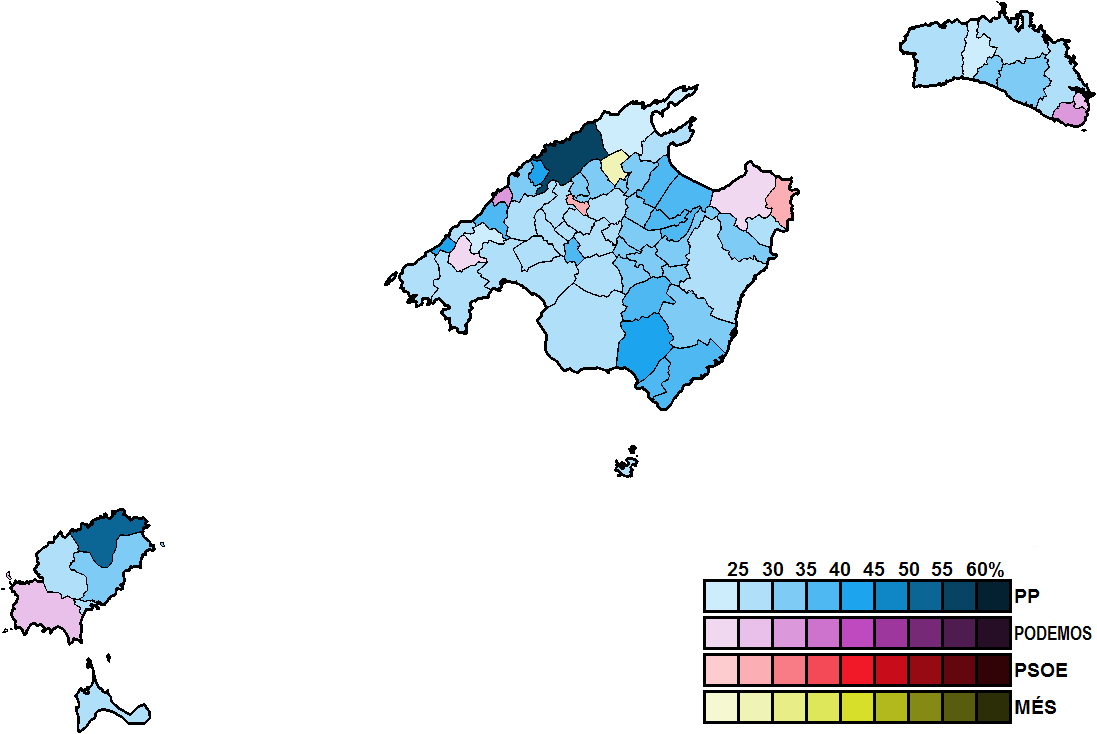
2015

El quadre d'aquí sota mostra la llista dels diputats que varen ser elegits en les eleccions generals de 2015 per a la XI legislatura.
| Partit  | Diputats                                                    |
| ------- | ----------------------------------------------------------- |
| PP      | Mateu Isern, José Vicente Marí Bosó, Águeda Reynés Calvache |
| Podemos | Juan Pedro Yllanes, Mae De la Concha                        |
| PSOE    | Ramon Antoni Socias Puig, Sofía Hernanz                     |
| Cs      | Fernando Navarro Fernández-Rodríguez                        |

### 2016

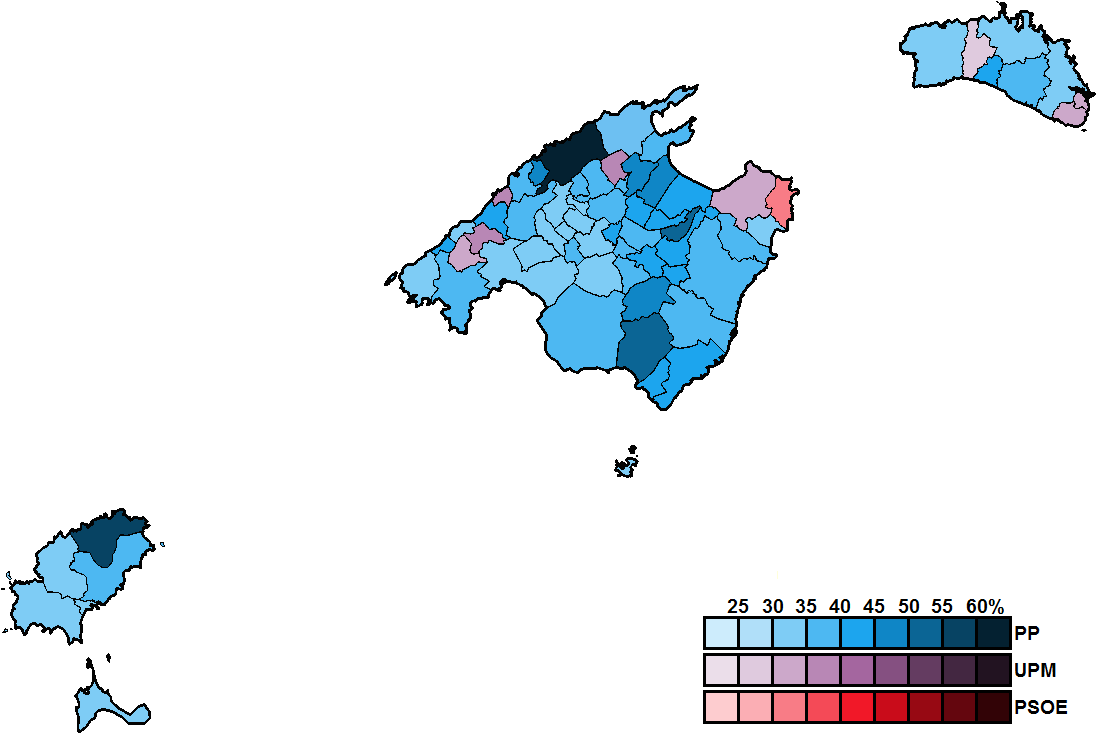
2016

El quadre d'aquí sota mostra la llista dels diputats que varen ser elegits en les eleccions generals de 2016 per a la XII legislatura.
| Partit | Diputats                                                           |
| ------ | ------------------------------------------------------------------ |
| PP     | Teresa Palmer Tous, José Vicente Marí Bosó, Águeda Reynés Calvache |
| UP     | Juan Pedro Yllanes, Mae De la Concha                               |
| PSOE   | Pere Joan Pons Sampietro, Sofía Hernanz                            |
| Cs     | Fernando Navarro Fernández-Rodríguez                               |

### abril 2019
El quadre d'aquí sota mostra la llista dels diputats que varen ser elegits en les eleccions generals d'abril de  per a la XIII legislatura.
| Partit | Diputats                                                        |
| ------ | --------------------------------------------------------------- |
| PSOE   | Pere Joan Pons Sampietro, Sofia Hernanz Costa, Pau Morlà Florit |
| PP     | Margalida Prohens Rigo                                          |
| Cs     | Joan Mesquida Ferrando                                          |
| UP     | Antonia Jover Diaz, Lucía Miriam Muñoz Dalda                    |
| Vox    | Magdalena Margarita Contestí Rosselló                           |

### novembre 2019
El quadre d'aquí sota mostra la llista dels diputats que varen ser elegits en les Eleccions generals espanyoles de novembre de 2019 per a la XIV legislatura.
| Partit | Diputats                                            |
| ------ | --------------------------------------------------- |
| PSOE   | Pere Joan Pons Sampietro, Sofia Hernanz Costa       |
| PP     | Margalida Prohens Rigo, Miquel Àngel Jerez Juan     |
| UP     | Antonia Jover Diaz, Lucía Miriam Muñoz Dalda        |
| Vox    | Antonio Salvá Verd, Patricia de las Heras Fernández |